# Sick Like Me (песня In This Moment)
«Sick Like Me» — песня американской группы In This Moment, первый сингл из пятого альбома Black Widow.

## О песне
Премьера песни состоялась на Sirius Octane 8 сентября 2014 года и 9 сентября того же года стал доступен сингл в цифровом формате. Песня следует тому же стилю, что и в предыдущем альбоме Blood, используется жёсткий гитарный «хруст» и мелодичный «парящий» хор. Вокалистка Мария Бринк выполняла чередование скрима и чистого вокала на протяжении всей песни, повторяя «Я красивая, как я разорву тебя на куски...» Бринк прокомментировала песню: «Это о том, когда кто-то любит тебя за то, что ты — всё.» «Они любят Вас, несмотря на все недостатки. Это виденье людей, которые эксцентричны и скручены, но они идеально подходят, потому что они являются самими собой. Они предназначены существовать.»
Режиссёрами клипа стали Роберт Клэй и Мария Бринк, премьера состоялась 20 октября 2014 года на страничке Facebook.

## Список композиций
1. «Sick Like Me» — 5:00
2. «Big Bad Wolf» — 5:10

## Позиции в чартах
| Чарт (2014)                       | Позиция |
| --------------------------------- | ------- |
| US Rock Songs (Billboard)         | 36      |
| US Mainstream Rock (Billboard)    | 12      |
| US Rock Digital Songs (Billboard) | 13      |